# Oleksandr Owtscharenko
Oleksandr Owtscharenko (ukrainisch Олександр Овчаренко, englisch Oleksandr Ovcharenko; * 17. Oktober 2001 in Kiew) ist ein ukrainischer Tennisspieler.

## Karriere
Owtscharenko spielte zwischen 2016 und 2019 auf der ITF Junior Tour und gewann dabei drei Einzel- und vier Doppeltitel bei Turnieren der unteren Kategorien. Seine beste Position in der Junior-Rangliste war Platz 100.
2019 stand er erstmals in der Tennisweltrangliste. Zwei Jahre später, 2021, schaffte er sowohl im Einzel als auch im Doppel den Sprung in die Top 1000. Im Einzel erreichte er auf der ITF Future Tour dreimal das Halbfinale, während er im Doppel seinen ersten Titel gewann. 2022 konnte Owtscharenko mit jeweils drei weiteren Future-Titeln im Einzel und Doppel sein Ranking in beiden Kategorien auf etwa Platz 400 verbessern. Bei den Open Città della Disfida in Barletta erzielte er seinen bisher einzigen Sieg auf der ATP Challenger Tour gegen den erfahrenen Lukáš Rosol. Im Jahr 2023 spielte er bis Juni, musste dann aber pausieren.
2024 kehrte Owtscharenko auf die Tour zurück und konnte drei Einzel- sowie einen Doppeltitel auf der Future Tour gewinnen. Diese Erfolge führten ihn im Einzel auf sein Karrierehoch von Platz 329.
Für die ukrainische Davis-Cup-Mannschaft spielte Owtscharenko ab 2023. In zwei Begegnungen trat er an, blieb jedoch sieglos (0:2).